# 132792 Scottsmith
132792 Scottsmith è un asteroide della fascia principale. Scoperto nel 2002, presenta un'orbita caratterizzata da un semiasse maggiore pari a 3,0364250 UA e da un'eccentricità di 0,0840031, inclinata di 4,06785° rispetto all'eclittica.